# Hästmussla
Hästmussla eller stor blåmussla (Modiolus modiolus) är en mussla som är lik blåmusslan men blir större.
Hästmusslan binder fast sig i föremål – såsom koraller och stenar samt med varandra – med hjälp av starka, hornartade trådar som kallas byssus. Dessa trådar används även inom sjukvården, och då främst inom tandsjukvården för att laga tänder. Musslan är en viktig vattenrenare i ekosystemet.
Höger och vänster klaff av samma exemplar:

Höger klaff
Vänster klaff